# Pangkalan Tarum Lama
Pangkalan Tarum Lama is een bestuurslaag in het regentschap Musi Rawas van de provincie Zuid-Sumatra, Indonesië. Pangkalan Tarum Lama telt 610 inwoners (volkstelling 2010).